# Южаков, Алексей Валериевич
Алексей Валериевич Южаков (род. 1974, Владивосток, Приморский край, РСФСР, СССР) — российский серийный убийца, насильник и педофил. В числе жертв Южакова две малолетние девочки и его родная сестра. Несмотря на тяжесть совершённых деяний, ему удалось избежать уголовного наказания в виде пожизненного лишения свободы, и в конце 2006 года Алексей Южаков был приговорён к 24 годам тюремного заключения.

## Биография

### Жизнь до убийств
Алексей Южаков родился во Владивостоке в 1974 году. Имел младшую сестру. Детство и юность провёл в социально неблагополучной обстановке. Уже в раннем возрасте Южаков начал демонстрировать такую черту характера, как замкнутость. По воспоминаниям учителей школы, в которой учился Алексей, в ответ на конфликтные ситуации он часто надолго убегал из дома и жил в лесу, выкапывая землянки, лишь бы не пересекаться с людьми. В дальнейшем нелюдимость Южакова лишь усиливалась. В начале 1990-х годов он начал увлекаться алкогольными напитками. Из-за своего характера жены и детей Южаков не имел и проживал с мамой и родной сестрой в посёлке Рында, располагавшемся на западном берегу острова Русский. Первоначально Южаков работал во Владивостоке на автостоянке, однако в середине 2000-х годов сменил работу на карьеру слесарем-сантехником в местном ЖЭКе, так как на прошлой работе ему платили крайне мало и большая часть зарплаты уходила на паром во Владивосток и обратно. Несмотря на замкнутость и увлечение алкоголем, Южаков никогда не демонстрировал агрессивного поведения по отношению к окружающим и характеризовался порядочным и трудолюбивым человеком, а коллеги по работе считали его «отличным специалистом с золотыми руками». По словам одного из знакомых Южакова по имени Сергей, на совершение убийств маньяка возможно подтолкнуло расставание с девушкой, которую он очень любил:
Да девушка его бросила, вот Лёху и понесло. Он никогда не был женат, а эту девушки любил очень сильно. Он к ней постоянно на пароме во Владивосток мотался, все выходные там пропадал. Подарки ей покупал на последние деньги. А пару месяцев назад вдруг перестал ездить. Все время мрачный ходил. Что там у них произошло, не рассказывал, он парень достаточно скрытный...

### Убийства
Первое убийство Алексей Южаков совершил 11 мая 1995 года. В тот день он в состоянии алкогольного опьянения разгуливал по родному посёлку Рында. На одной из улиц он встретил 8-летнюю девочку, которая шла к бабушке. Южаков сразу захотел её убить. Не боясь, что его заметят, Южаков прямо на улице совершил на неё нападение, в ходе которого задушил её голыми руками. Труп он спрятал в овраге неподалёку от дома и засыпал прошлогодней листвой. Однако на следующий день Южаков, боясь, что останки найдут и растащат по району местные собаки, перепрятал тело — он закопал его на берегу бухты острова Русский. Впоследствии тело первой жертвы Южакова найти так и не удалось. Так как место, где оно было закопано, находится вблизи морского течения, вероятно, что в течение 11 лет до ареста Южакова останки унесло в открытое море.
Последующие убийства произошли в 2006 году. 3 января Южаков сильно поссорился со своей 26-летней сестрой Натальей. В тот вечер они оба были пьяны, Южаков не хотел отпускать сестру к соседям, у которых она собиралась продолжить отмечать Новый Год. В какой-то момент девушка просто встала и пошла к ним, и Южаков пришёл в ярость. Он догнал сестру, повалил на пол и крепко сдавил шею руками, после чего она потеряла сознание. Через некоторое время сестра очнулась, стала звать на помощь и угрожать Южакову тем, что с ним разберутся её друзья. Испугавшись, Южаков вновь начал её душить, и в конечном итоге женщина скончалась. Сын погибшей, племянник Южакова, в момент убийства своей матери также находился в квартире и впоследствии рассказывал, как Южаков с ней ругался, а затем взялся за скотч, однако ему никто не поверил. Труп сестры Южаков спрятал в подвале дома номер 1 по улице Зелёной, а чтобы он не выдавал гнилостный запах во время разложения, облил его белой краской. В этот же подвал Южаков отнёс все вещи убитой. Сестру Южакова не искали — та часто неделями пропадала во Владивостоке, оставляя сына с бабушкой. Своим родственникам Южаков солгал, что сестра ушла из дома 3 января, а через несколько дней позвонила ему и сообщила, что уезжает на поезде и больше не вернётся.
25 февраля того же года Южаков совершил последнее убийство. Жертвой стала его 10-летняя соседка. Сначала Южаков встретился с ней в подъезде, когда поднимался в квартиру, затем увидел в окно, как она играет с другими детьми. Тогда у него возник преступный умысел в отношении неё. Для храбрости Южаков выпил водки, дождался, пока девочка пойдёт домой, постучался в дверь её квартиры и под обманным предлогом заманил её к себе домой, сказав, что хочет вернуть куртку её матери. Дома Южаков попытался изнасиловать жертву, однако она начала оказывать ему активное сопротивление, после чего он попросту задушил её. Труп два дня лежал в его квартире, а затем он отнёс его в подвал, где лежало тело его сестры, и закопал его в мусоре. Сверху он бросил несколько мёртвых кошек. Также в этот момент Южаков снял с убитой девочки мамины золотые серёжки в виде божьих коровок, которые спрятал в сифоне кухонной мойки.

### Арест, следствие и суд
Исчезновение 10-летней девочки вызвало большой общественный резонанс — её искали почти круглосуточно: участковые опрашивали жильцов, милиционеры с собаками и батальон армейской милиции прочёсывали районы. Вскоре милиция через сужение круга подозреваемых вышла на Южакова, и 6 марта 2006 года он был арестован. В ходе допроса Южаков написал явки с повинной по всем убийствам, в том числе по эпизоду 1995 года, в котором его и не подозревали. Он показал, где скрыл трупы, причём он был единственным на острове, кто имел ключи к подвалу, в котором они лежали. На предварительном следствии Южаков содержался в СИЗО-1 во Владивостоке. В середине 2006 года Южаков был направлен на судебно-психиатрическую экспертизу, которая признала его абсолютно вменяемым, а также выделила его основные характеристики, описав как «замкнутого, холодного в общении с близкими, недоверчивого, настороженного, злопамятного, жестокого...». Судебный процесс проходил в закрытом режиме, так как жертвы были несовершеннолетними. Действия Южакова государственным обвинением и судом были квалифицированы по ст. 103 УК РСФСР (умышленное убийство); ст. 105 ч. 2 п. «а, в, к» УК РФ (убийство двух или более лиц, лица, заведомо находящегося в беспомощном состоянии, сопряжённое с насильственными действиями сексуального характера); ст. 30, 131, ч. 3 п. «в» УК РФ (покушение на изнасилование потерпевшей, заведомо не достигшей четырнадцатилетнего возраста); ст. 158 ч.1 УК РФ (кража). 31 октября 2006 года Приморский краевой суд признал его виновным по всем пунктам обвинения и назначил уголовное наказание в виде 24 лет лишения на свободы. Пожизненное заключение Южакову назначить не могли из-за его явок с повинной. По состоянию на 2022 год Южаков продолжал отбывать наказание.